# Cinéma Beur
Cinéma Beur (französisch: cinéma „Kino“ und verlan: beur „Araber“) bezeichnet ein Kino-Filmgenre, das sich mit Migranten in Frankreich maghrebinischer Herkunft befasst und/oder von einem „Beur“ geschaffen wurde bzw. das die „Beurs“ als Zielgruppe avisiert.

## Geschichte und Inhalte
Als Cinéma Beur wird vor allem das Anfang der 1980er-Jahre entstandene Kino nordafrikanischer Filmemacher bezeichnet, die in Frankreich aufgewachsen sind und in ihren Filmen die Lebenswelten der Einwanderer thematisieren. Der Kontrast zwischen der maghrebinischen Vergangenheit der Eltern und der Gegenwart in den Banlieues der französischen Großstädte waren der Ausgangspunkt für das Konzept eines Kinos, das die Unumkehrbarkeit der kulturellen Vermischung und das Leben in mindestens zwei Kulturen thematisiert.
Die deutsche Autorin Cornelia Ruhe beschäftigt sich in ihrem Buch Cinéma Beur mit dem Genre. Der Rezensent Stefan Otto meint dazu:

„Die brennenden Vorstädte von Paris haben es ganz deutlich gezeigt: jenseits der gerne besuchten Pfade existiert in Frankreich eine Realität, die geprägt ist von Immigration und Multikulti, von Rassismus und sozialen Problemen. In ihrer Studie Cinéma beur … untersucht … Ruhe exemplarische Filme von 1985 bis 1997, die dieses Leben in diesen Brennpunkten der Banlieues in den Blick rücken. Sechs Filme, in denen es um das Schicksal maghrebinischer Immigranten und ihrer Kinder geht: Tee im Harem des Archimedes, Hass, Bye-Bye, Kuss-Kuss in Paris, Die andere Seite des Meeres und Lichtjahre von Paris … Es handelt sich bei diesen Filmen um ein eigenes Genre, das sich seinen Platz in der französischen Kinolandschaft inzwischen gegen alle Vorurteile erkämpft hat. Das narrative Grundmuster des Genre beur habe ‚sich durch die Filme der vergangenen zwei Jahrzehnte dem französischen Kino soweit eingeschrieben, dass auf allen Ebenen von Produktion und Rezeption innerhalb der medialen Mythologie des heutigen Frankreich darauf zurückgegriffen und damit gespielt werden kann. Nicht mehr nur die Vorstädte sind es, die von den Kindern der Immigration bestimmt werden, sondern die Kultur des Landes ist inzwischen auf vielfältige Weise von ihnen geprägt.‘ (so Ruhe).“

## Kritik
Der deutsch-türkische Filmemacher Fatih Akın (Gegen die Wand), der Vergleichbares in Deutschland mit seinen Türkisch-Migranten-Themen geschaffen hat, behauptet, das Cinéma Beur gebe es seit Mathieu Kassovitz’ Hass (La haine, 1995) nicht mehr.